# Gaoua
Gaoua là một tổng thuộc tỉnh Poni ở phía nam Burkina Faso. Thủ phủ là thị xã Gaoua. Dân số năm 2006 là 52.090 người.

## Các thị xã và làng xã
Balantira, Barkpéréné, Bonko, Bonko–Dagbola, Bonko–Pérou, Boukéo-Birifor, Bouléo-Lobi, Boulèra, Bouli, Boulkpan, Brambèra, Danhal, Danhal–Kpangara, Danhal–Péra, Dionséra-Birifor, Dionséra–Lobi, Djikando, Doumbou, Dounkoura, Gbolo, Gongombili-Gongone, Gongombili–Kpovèra, Gongombili-Paboulona, Gongombili–Yèfara, Hello, Hello–Bondo, Hello–Gbakono, Kamaho, Kilimpira, Kimpi, Konkara, Koul-Bô, Koul-Campement, Koul-Gane, Koul-Pône–Gane, Koumboura, Kpantionao, Kpaon, Lahol, Lantao, Lou, Minkiro, Momane, Niampira, Nionio, Orkopouo-Gane, Orkopouo–Ville, Ossoro, Siboulbié, Sidoumoukar, Sillalara, Sorgboura, Tamidiara, Tienkouèra, Wèlè-Wèlè và Youlabakou.